# Karl Wagenmann (Jurist)
Karl Wagenmann (* 18. August 1905 in Bleckede; † 20. November 1982 in Hannover) war ein deutscher Kirchenverwaltungsjurist und Präsident des Landeskirchenamtes der Evangelisch-lutherischen Landeskirche Hannovers.

## Leben
Wagenmann promovierte nach dem Studium der Rechtswissenschaften 1928 mit einer Arbeit über den Pfarrzwang nach evangelischem Kirchenrecht. 1932 trat er in die kirchliche Verwaltung ein, zunächst in Berlin, dann in Königsberg (Preußen). 1933 wurde er Mitglied des Landeskirchenamts in Hannover, wo er 1936 das Finanzdezernat übernahm. 1952 wurde er Präsident des Landeskirchenamts und war maßgeblich an der Arbeit für die neue Kirchenverfassung der Landeskirche beteiligt. 1970 trat er in den Ruhestand.
Nach der Gründung der Evangelischen Akademie in Loccum wurde Wagenmann deren Schatzmeister. Er war zudem Vorsitzender des Aufsichtsrats der Hannoverschen Lebensversicherung und Vorstandsvorsitzender des Clementinenhauses in Hannover. Er verfasste mehrere Veröffentlichungen zum Kirchenrecht und zur kirchlichen Verwaltung. Wagenmann starb 1982 und wurde auf dem Stadtfriedhof Engesohde in Hannover beigesetzt.

## Auszeichnungen
- 1955: Großes Verdienstkreuz des Verdienstordens der Bundesrepublik Deutschland
- 1970: Großes Verdienstkreuz des Niedersächsischen Verdienstordens
- Ehrennadel des Deutschen Roten Kreuzes

## Schriften
- Der Pfarrzwang nach evangelischem Kirchenrecht, zugleich: Dissertation Universität Göttingen, Vegesack 1928
- Träger der Kirchengewalt in der evangelisch-lutherischen Landeskirche Hannovers. Feesche, Hannover 1930
- Die kirchliche Verwaltung. Mohn, Gütersloh 1963

## Archiv
- Nachlass im Landeskirchlichen Archiv Hannover (Bestand N 76)

| Personendaten    | Personendaten                      |
| ---------------- | ---------------------------------- |
| NAME             | Wagenmann, Karl                    |
| KURZBESCHREIBUNG | deutscher Kirchenverwaltungsjurist |
| GEBURTSDATUM     | 18. August 1905                    |
| GEBURTSORT       | Bleckede                           |
| STERBEDATUM      | 20. November 1982                  |
| STERBEORT        | Hannover                           |